# آنری ماتیس
آنری ماتیس (به فرانسوی: Henri Matisse) (زاده ۳۱ دسامبر ۱۸۶۹ – مرگ ۳ نوامبر ۱۹۵۴)   نقاش، طراح، گراورساز و مجسمه‌ساز فرانسوی است. او از جمله چهره‌های برجسته هنر در قرن بیستم است و تأثیر بسیاری بر هنرمندان نیمه دوم این سده گذاشت. 
اهمیت تاریخی کشف‌های او در عرصه رنگ ناب را می‌توان در حد دستاورد کوبیسم در آزادسازی فرم از قید بازنمایی عینی دانست. ماتیس در رشته حقوق تحصیل کرد و ابتدا در همین رشته مشغول به کار شد، ولی در بیست و دو سالگی به دنیای هنر گام نهاد. 
او در مسیر نقاشی دست به تجربه مجسمه‌سازی زد و از هنرمندان برجسته گروه دَدگر یا فوویست به‌شمار می‌رفت.

## زندگی
وی در کاتو-کامبرزی، در شمال فرانسه متولد شد. آنری بزرگترین پسر خانواده و پدرش تاجر رنگ بود. در رشتهٔ حقوق تحصیل کرد، در ۱۸۸۷ در پاریس در آکادمی ژولین زیر نظر گوستاو مورو به فراگیری هنر پرداخت. در ۱۸۹۷ با پیسارو در دورن آشنا شد. کارهای خود را در نمایشگاه‌های مختلفی از جمله از ۱۹۰۱ در سالن مستقل‌ها و از ۱۹۰۳ در سالن پاییز به نمایش درآورد، در ۱۹۰۴ نخستین نمایشگاه خود را در ولار برگزار کرد. تابستان هارا با نقاشی کردن در جنوب فرانسه می‌گذراند. در سال‌های ۱۹۰۵ و ۱۹۰۶ همراه نقاشان دیگری با عنوان فووها آثار خود را در سالن پاییز به نمایش گذاشت. به ایتالیا، آلمان، اسپانیا، مراکش و مسکو سفر کرد. نخستین جایزه خود را در نمایشگاه بین‌المللی کارنگی در پیتزبورگ در ۱۹۲۷، و سپس در بی‌ینال ونیز در ۱۹۵۰ دریافت کرد. وی در ونس، در جنوب فرانسه با زندگی وداع کرد.

## فوویسم
در سال ۱۹۰۵ گروهی از نقاشان جوان، نمایشگاهی را در پاریس برپا کردند که به les Fauves یعنی «جانوران وحشی» یا «وحشیان» شهرت یافت. این نام از آن جهت بر آن‌ها نهاده شد که علناً شکل‌های طبیعی را نادیده گرفتند و به رنگ‌های تند و خشن رو آوردند ولی در واقعیت امر توحشی در کار نبود. مشهورترین نقاش در این گروه آنری ماتیس بود.

## موضوعات و آثار

سلف پرتره در تیشرتی راه راه، ۱۹۰۶ میلادی.

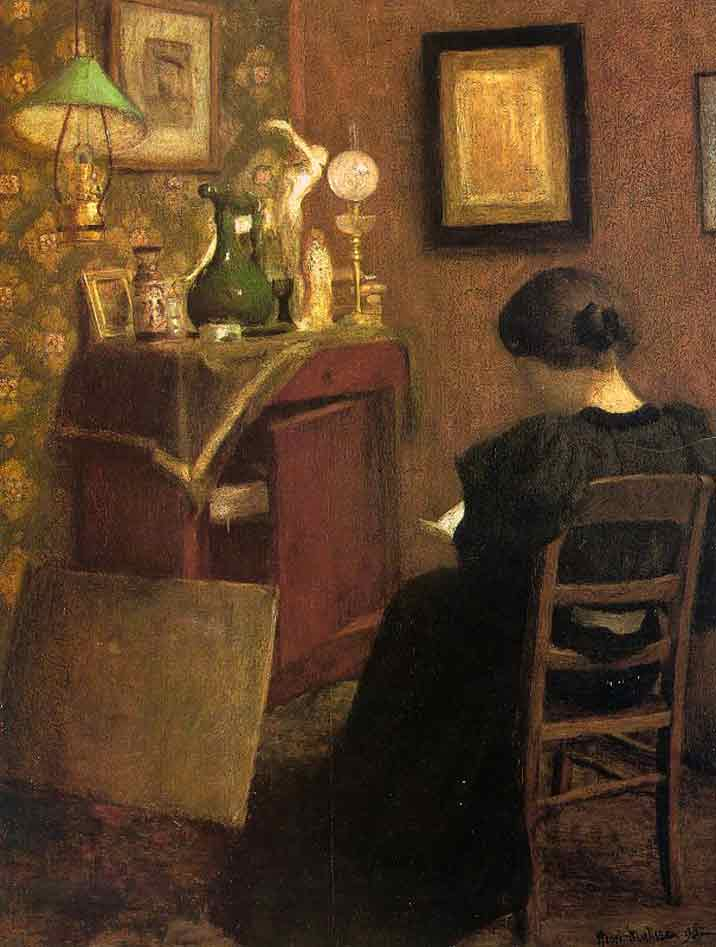
زن در حال خواندن، ۱۸۹۴، موزه هنر مدرن پاریس

موسیقی اثر آنری ماتیس

نخستین نمایشگاه آثارش در سال پاییز ۱۹۰۵ برگزار شد که در این زمان به او و دوستانش عنوان تحقیرآمیز فووها داده شد، سپس هنرکده‌ای به راه انداخت و در آن به تدریس اصول هنری خود پرداخت. در یادداشت‌های یک نقاش، اصولی را پیش نهاد که تحول بعدی نقاشی سده بیستم بر آن استوار شد. در مونیخ نمایشگاه هنر اسلامی را دید(۱۹۱۰) و به منظور مطالعه بیشتر هنر به مراکش رفت و در شهر نیش اقامت گزید.
طرح‌هایی برای نمایش رقص «آواز بلبل» (کار استراوینسکی – دیاگیلف) ساخت ۱۹۱۹. مجموعه آثارش را در موزه هنر مدرن نیویورک به نمایش گذاشت(۱۹۱۳). در آمریکا، سفارشی برای یک نقاشی دیواری با عنوان رقص گرفت. در همین سال‌ها، اشعار مالارمه، و اولیس جیمز جویس را به تصویر کشید. اسلوب کاغذ چسبانده را برای نخستین بار آزمود۱۹۳۷. نمازخانه شهر وانس فرانسه را تزیین کرد۱۹۴۹–۱۹۵۱. در بی ینال ونیز جایزه اول را ربود (۱۹۵۰). ماتیس در عرصه مجسمه‌سازی آثاری ارزشمند از خود به جای گذاشت. نقش برجسته‌های چهارگانه او با عنوان پشت (۱۹۰۹–۱۹۳۰)، حاکی از پژوهش‌های عمیقی است که در مسائل فرم و ساختمان سه بعدی انجام داد.
در ۱۸۹۲ به مدت چند ماه عضو فرهنگستان بوگرو بود و از سال ۱۸۹۲ تا ۱۸۹۷ نزد گوستاو مورو تعلیم گرفت و سخت تحت تأثیر امپرسیونیسم قرار گرفت و تابلوی «میز شام» به تاریخ ۱۸۹۷ بیانگر نزدیکی کارش به سبک بوناردو و وولار است. در سال ۱۹۰۱ همراه درن با ولامینگ آشنا شد. قبلاً او با درن دوست بود حدود سال ۱۸۹۲ به روش تفکیک روی آورد اما در ۱۹۰۳ – ۱۹۰۱ به سزان گرایش یافت و رنگ مایه‌ای تیره در برابر کیفیت مصنوعی رنگ درخشان سیناک را پذیرفت. تأثیر سیناک در سال ۱۹۰۴ بار دیگر تجدید شد و ان هنگامی بود که ماتیس دوباره الهام با او در جنوب فرانسه اقامت داشت و این تماس دوباره الهام بخس او در تابلوی «تجمل، آرامش و شهوت» شد.
این تابلو نهضت دَدگری را آغاز کرد. این جریان در سال ۱۹۰۵ روی داد اما، در میان مخالفت عمومی، ماتیس حامیانی در خانواده اشتاین به دست آورد و به خرید نقاشی‌هایش و تشویق امریکایی‌های دیگر به خریداری آن‌ها می‌پرداختند و بعداً روسهایی چون سرگئی شوکین و موروسوف حامیان اصلی او شدند.
ماتیس جمع‌آوری تندیس‌های آفریقایی را آغاز کرد (درن و ولامینگ هم به این تندیس‌ها علاقه‌مند بودند) و این کارهای دستی بومی را از سفر به الجزایر در سال ۱۹۰۶ با خود به فرانسه برد هرچند تأثیرشان بر او کمتر از کوبیسم بود. در سال ۱۹۰۶ او «شادی زندگی» (فیلادلفیا، بنیاد بارنز) را به نمایش گذاشت که نشان دهنده یک تغییر بنیادی در جهتی جدا از تفکیک گری سیناک و در جهت سبک سزان با رنگ آمیزی دَدگرا بود.
ماتیس در نخستین سال هلی فعالیتش پرده‌هایی از طبیعت بیجان و گوشه‌های داخلی خانه در برتانی را نقاشی کرد. در این پرده‌ها، نشانی از ستایش شاردن مشهود است. در اواخر دهه ۱۸۹۰، تحت تأثیر امپرسیونیسم و نئو امپرسیونیسم به رنگ‌های تند و درخشان روی آورد. بعداً با دیدن آثار سزان به او جلب شد. پس از ان توجه خود را بر مسئله استحکام ساختار نقاشی متمرکز کرد. پرده‌هایی چون آکادمی آبفام گذر از رنگ‌پردازی درخشان به حجم نمایی ساده را نشان می‌دهد. این مرحله تجربی آنگاه به پایان رسید که او به شیوه رنگ گزینی نئو امپرسیونیست‌ها بازگشت. در این هنگام، اساس فوویسم در نقاشی اش شکل گرفت. به زودی، رهبری ماتیس نزد دوستانش مقبول افتاد. در آثاری چون زیبا، آرام، دل‌انگیز(۱۹۰۵) ویژگی هنر او نمایان شد.
ماتیس با بررسی نقادانه میراث نوآوران نسل پیشین به چنین نتایجی دست یافت:کاربست رنگ ناب، همچون معادلی برای نور، تجسم فضا با بهره‌گیری از جلوه‌های مختلف رنگها، وضوح و سادگی خطهای شکل ساز، سازماندهی تصویر به مدد نیروهای ذاتی خط و رنگ. موضوع از طریق این هماهنگی صوری در پرده نقاشی، بیان هنری می‌یابد، واین نوع هماهنگی قابل مقایسه با ترکیب اصوات در موسیقی است. بدین سان، پایه‌های زیبایی‌شناسی ماتیس ساخته شدند. او در سراسر زندگی هنری‌اش، خود را وقف تکمیل اصول این زیبایی‌شناسی کرد.
در دهه ۱۹۱۰و رنگ‌های ماتیس تا حدی خاموش شدند و نیز شکل‌های هندسی در کارش رخ نمودند، با این حال او چندان تحت تأثیر کوبیسم قرار نگرفت در عوض او با کشف ارزش‌های تصویری و تزیینی هنر خاور زمین، در جهت هدف خود به پیش رفت. سلسله پرده‌های زنان حرمسرا، مرحله کمال او در مقام یک استاد رنگ‌شناس را نشان می‌دهد. در دهه ۱۹۳۰ عنصر خط در کارش مهم‌تر شد. این تغییر را مثلاً در دیوار نگاره‌های رقص به روشنی می‌توان دید. در این نقاشی‌ها و در طرح‌هایی که با بریده‌های کاغذ رنگی ساخت، ساده‌سازی شکل‌ها و صرفه جویی در گزینش رنگ به نهایت رسید.
ماتیس از معدود هنرمندانی بود که جنبه‌های عقلانی و عاطفی را در هنر خود به هم آمیخت. او به هنری بیانگر و هدفمند اعتقاد داشت. از این لحاظ، او را می‌توان با اکسپرسیونیست‌های المانی مقایسه کرد (اگر چه حال و هوا و اسلوب کار او با آثار اکسپرسیونیست‌ها یکسره متفاوت است). در هنر ماتیس، صور بدوی بدون خشونت تشویش انگیز رخ می‌نمایند. نحوه به‌کارگیری رنگ و خط در نقاشی‌های او چنان است که هیچ‌گاه عمق معنای هنری و تصویری شان کاسته نمی‌شود. به اعتقاد او «فقط آن کسی که بتواند عواطف خود را به طرزی اصولی نظم دهد، هنرمند است». ماتیس به هنری متعادل، ناب، آهنگین، آرامش بخش، و عاری از موضوع‌های گزنده و دلگیر می‌اندیشید.
آثار ماتیس در بیشتر موزه‌های هنر مدرن در جهان یافت می‌شود. دو مجموعه بزرگ در مسکو از جمله آثاری است که می‌توان نام برد که شامل دیوارنگاره «رقص» نیز می‌شود. امروزه موزه ماتیس در زادگاهش وجود دارد. او آرزو داشت که هنرش همچون یک صندلی راحت باشد که خستگی را از تن ادمی بزداید و به او اندکی لذت، خوشی، و شادی بخشد. در واقع، شاید همین هدف باعث شد که او از هرگونه تعمیق تاریخی با روانشناختی در انسان معاصر امتناع کند.

### تابلو میز غذا خوری
آنری ماتیس، دربارهٔ رنگ‌بندی‌های قالب‌های شرقی و مناظر شمال آفریقا به مطالعه پرداخته بود و سبکی را پروراند که تأثیر سترگی بر طراحی مدرن نهاد. تابلو میز غذاخوری یکی از تابلوهای او مربوط به سال ۱۹۰۸ است. مشاهده می‌کنیم که ماتیس شیوه کار پیر بونار را ادامه داده‌است، ولی با وجود آن‌که بونار همچنان می‌خواست تأثیرات نور و تابندگی را حفظ کند، ماتیس در تبدیل صحنه پیش روی خود به یک طرح تزئینی، گام‌های بس بلندتری برداشت. تأثیر متقابل کاغذ دیواری و بافت رومیزی با اشیای روی میز، نقش‌مایه اصلی این تصویر را تشکیل می‌دهد. حتی شکل زن و منظره‌ای که از میان پنجره دیده می‌شود، به صورت بخشی از این طرح درآمده‌اند و نمای زن و درخت‌ها برای آن‌که با گل‌های کاغذ دیواری جور درآیند، فوق‌العاده ساده و حتی تحریف شده‌اند. نقاش در واقع نام این اثر را هماهنگی در رنگ سرخ نهاده‌است که عناوین تابلوی‌های جیمز مک‌نیل ویسلر را به یادمان می‌آورد.

## گزیده آثار: پاریس، ۱۹۰۱ تا ۱۹۱۰

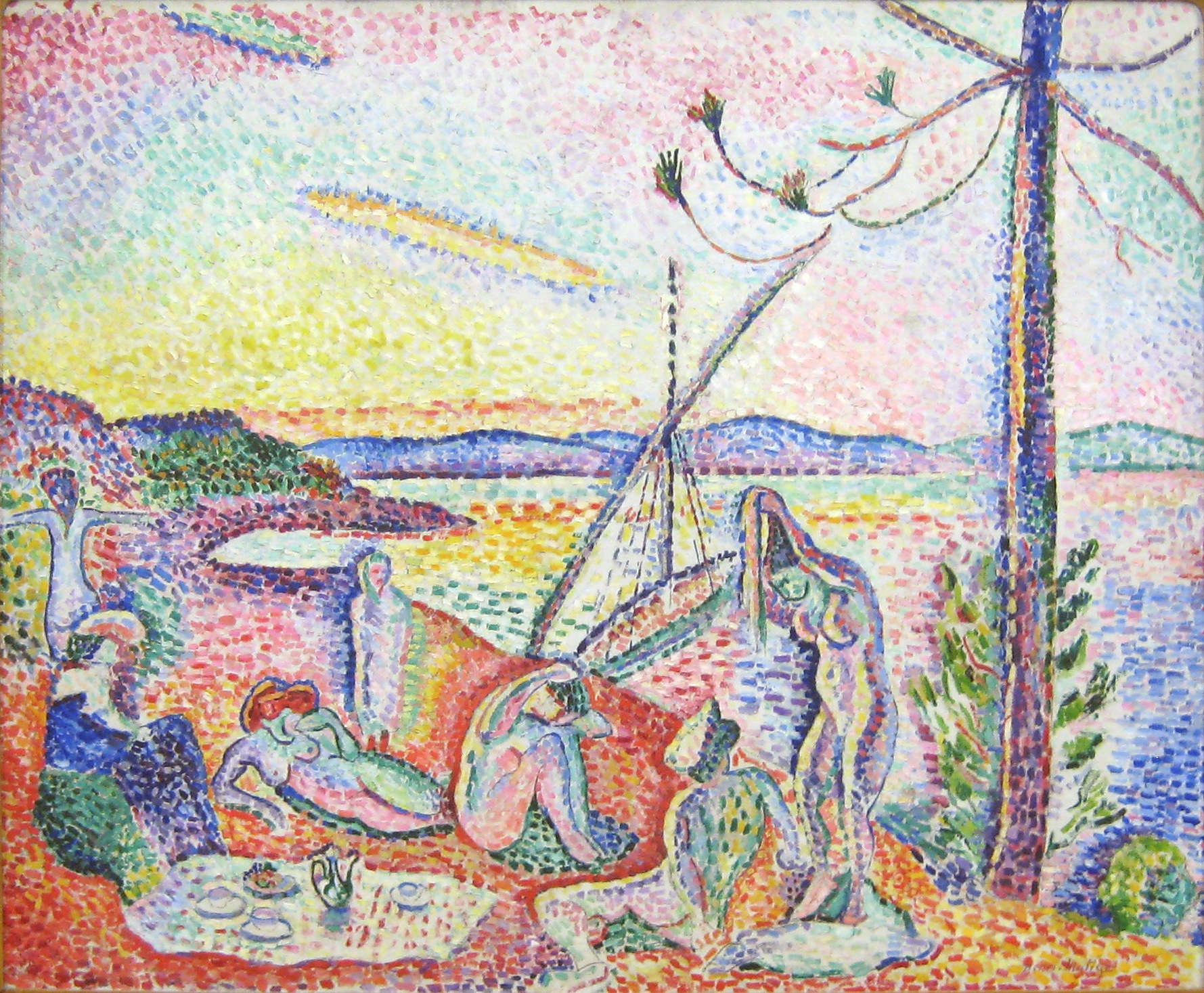
نعمت، آرامش و خوشی, ۱۹۰۴, موزه اورسی، پاریس، فرانسه
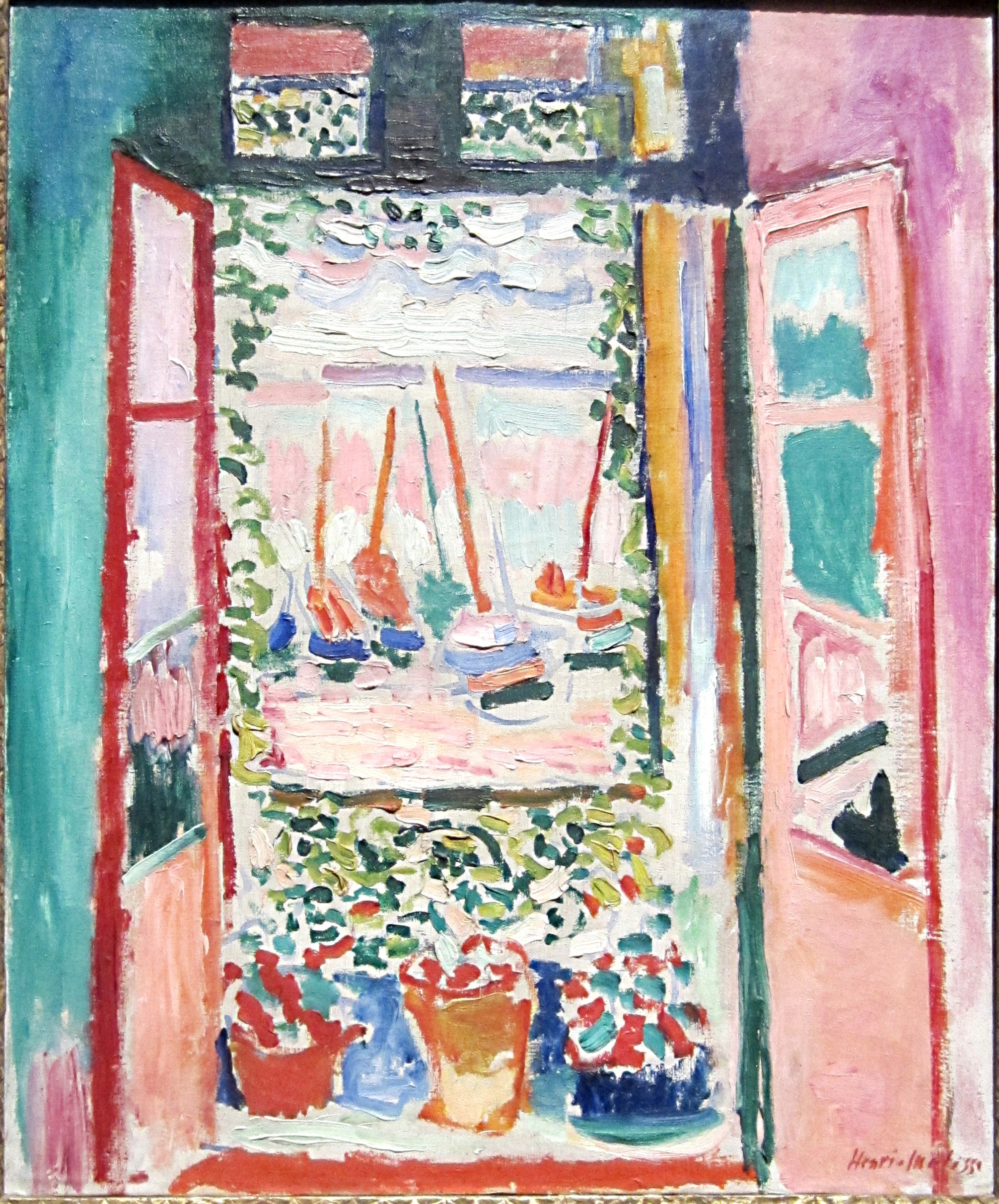
پنجره باز (ماتیس), ۱۹۰۵, نگارخانه ملی هنر (آمریکا), واشینگتن دی. سی.
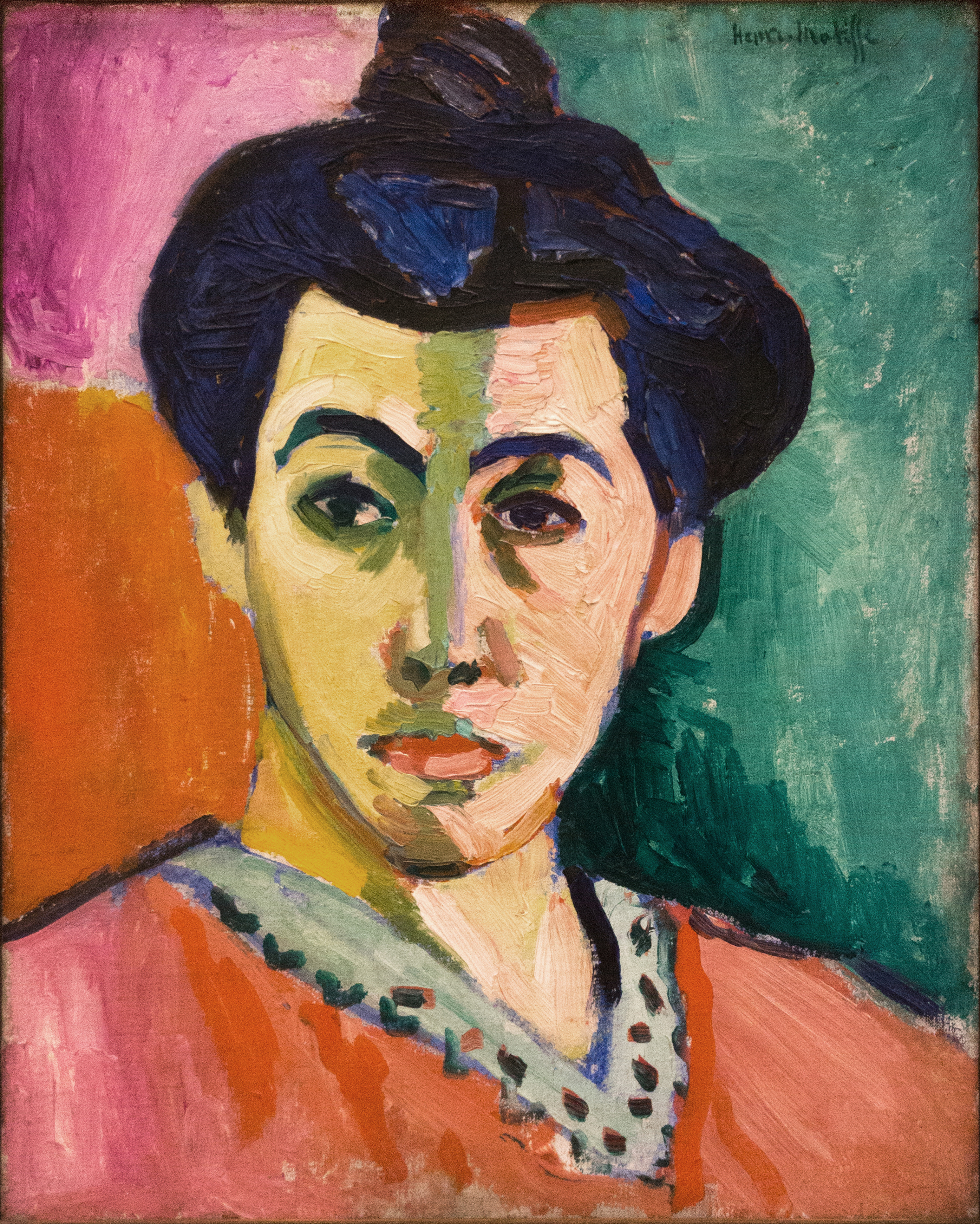
پرتره مادام ماتیس (خط سبز), ۱۹۰۵, نگارخانه ملی دانمارک، کپنهاگ
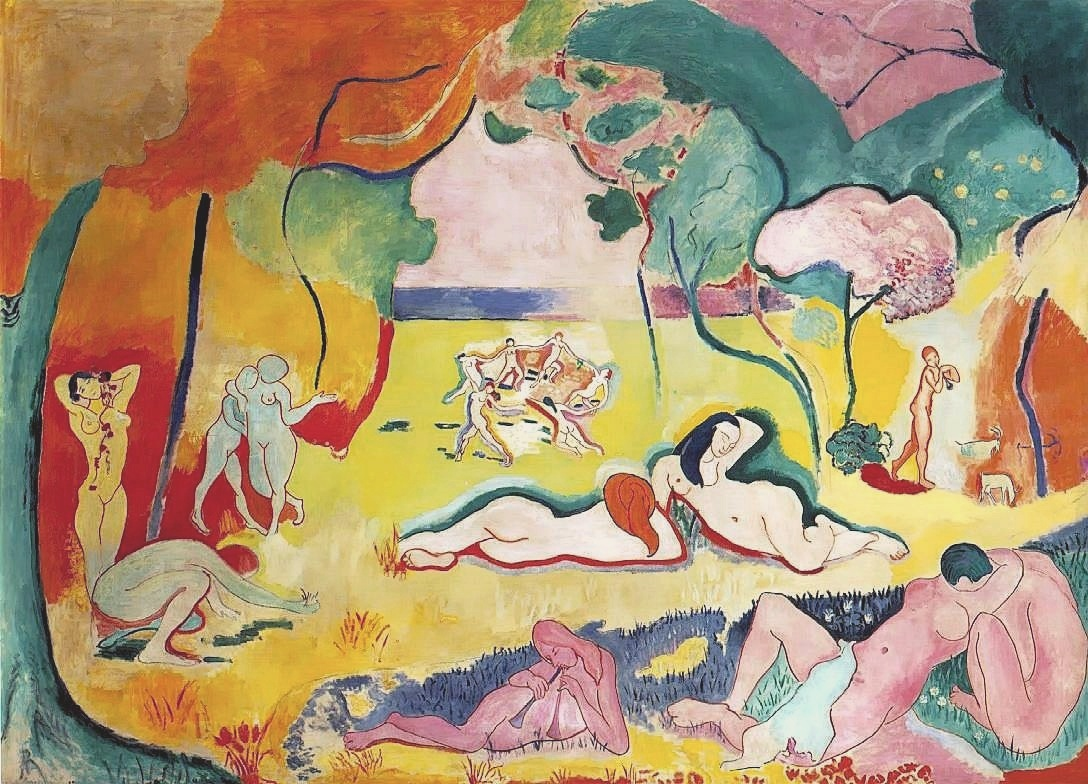
لذت زندگی, ۱۹۰۵–۶, بنیاد بارنس
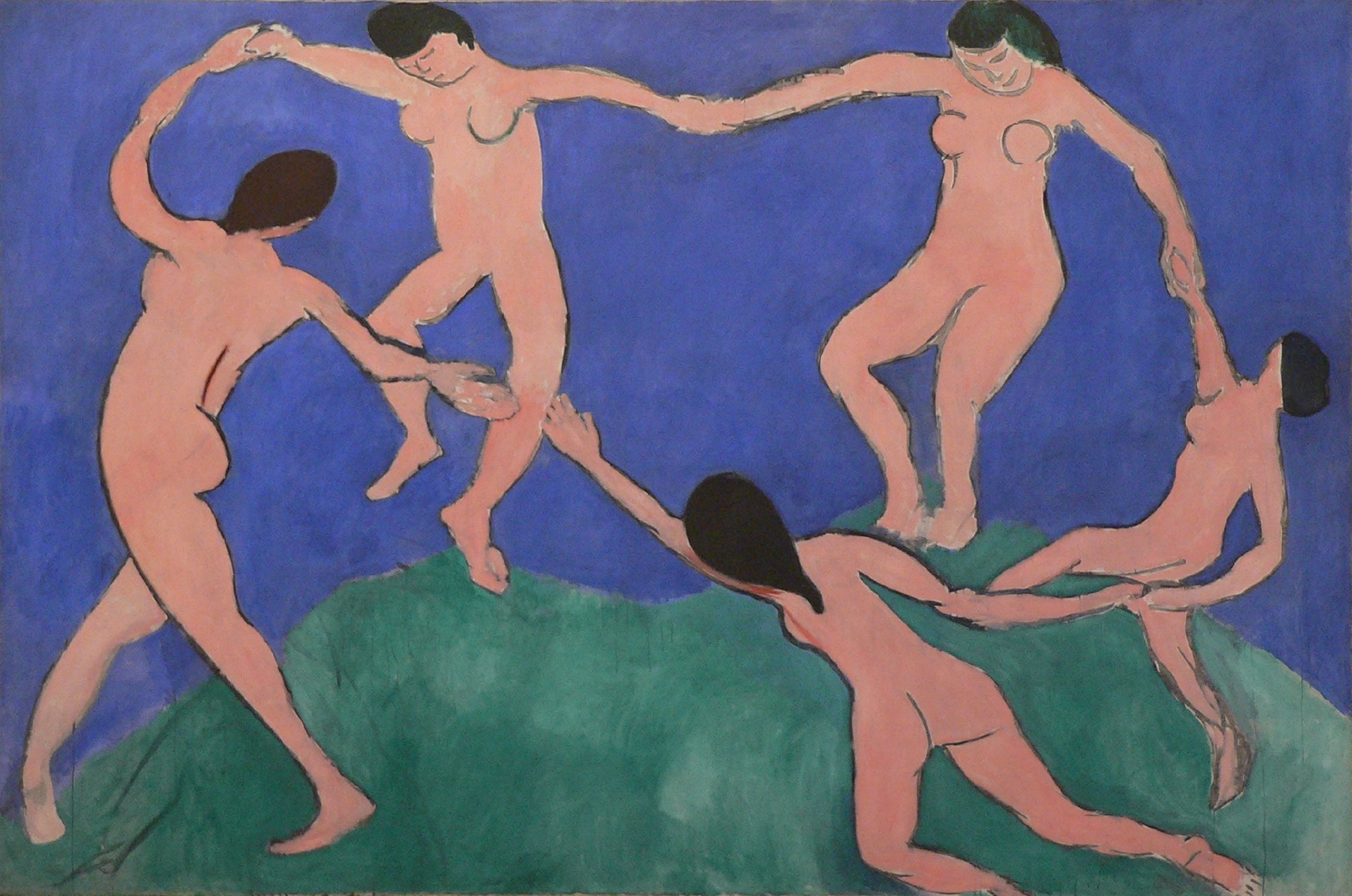
رقص (اولین نسخه), ۱۹۰۹, موزه هنر مدرن، نیویورک سیتی
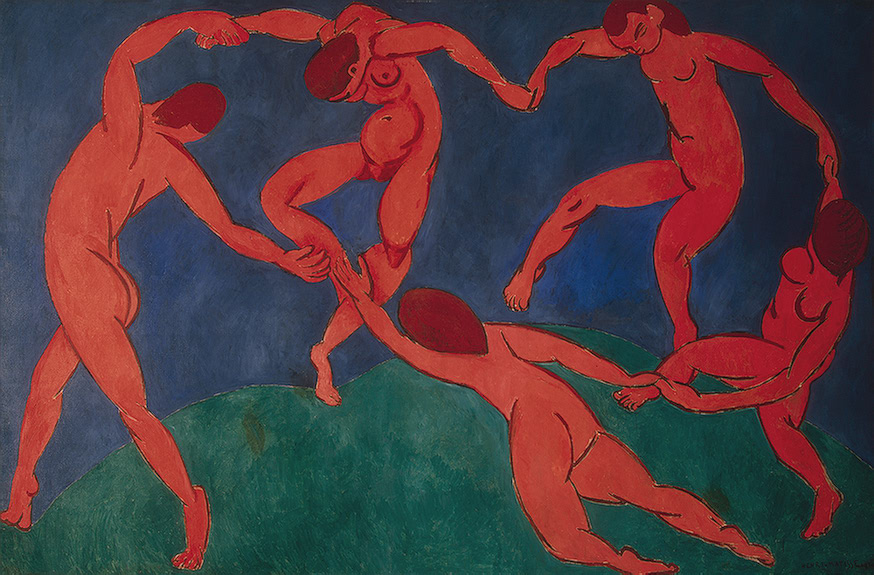
رقص (دومین نسخه), ۱۹۱۰, موزه ارمیتاژ، سن پترزبورگ، روسیه
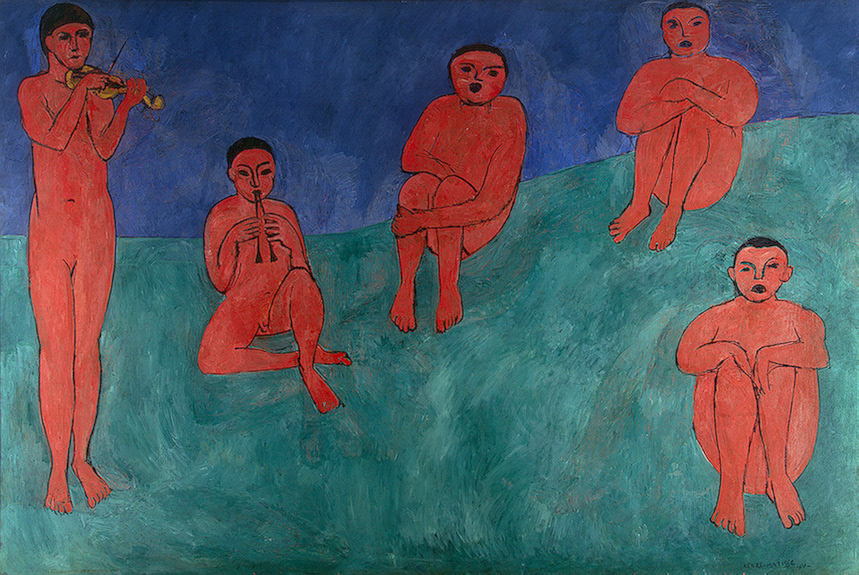
موسیقی،  ۱۹۱۰, موزه ارمیتاژ، سن پترزبورگ، روسیه
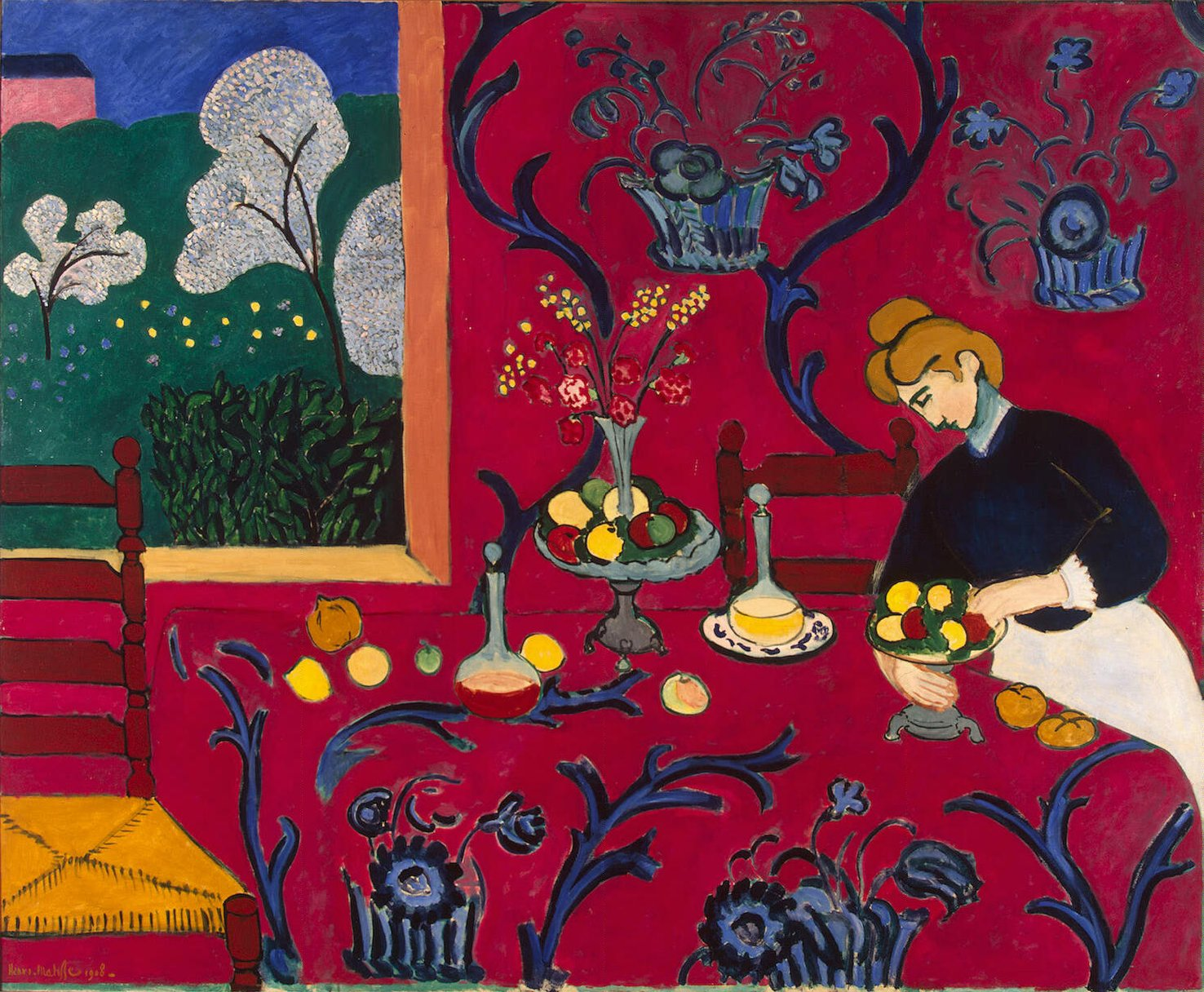
اتاق قرمز، ۱۹۰۸، موزه ارمیتاژ

## نگارخانه

کلاژ حلزون، ۱۹۵۳